# Лондон 1888
Лондон 1888 — шахматный турнир, турнир по гандикапу Диван Симпсон, который проходил в марте-апреле 1888 года.

## Организация
В 1888 году один из завсегдатаев ресторана «Диван Симпсон» (нынешнее название — Simpson's-in-the-Strand) Генри Берд предложил организовать турнир по гандикапу при поддержке владельца ресторана Дж. Д. Хенли. Берд взял на себя ответственность за проведение турнира и выполнял роль его секретаря в течение нескольких последующих лет, пока не заболел в конце 1890 года, что приостановило проведение регулярной серии турниров по гандикапу. 
Изначально призовой фонд составлял £15, две трети суммы полагались как призовые победителю турнира. Однако, когда число участников увеличилось до 18, и сумма призовых была увеличена. 

## Ход турнира
Участники были разделены на пять классов. К первому были отнесены восемь известных шахматистов: Генри Берд, Исидор Гунсберг, Френсис Джозеф Ли, Джеймс Мэзон, Джеймс Мортимер, Уильям Поллок, Иоганн Цукерторт и Оскар Конрад Мюллер. Последний — молодой немецкий игрок, недавно приехавший в Лондон. В схеме распределения пар, большое внимание было уделено балансу партий с черными и белыми фигурами между игроками. 
Берда считали одним из фаворитов турнира. После восьми игр он проиграл только Мортимеру и был уверен в своей победе на турнире. Но потерпев поражение от Гунсберга, Мэзона и Поллока, стал только третьим шахматистом турнира. Гунсберг стал победителем, Мэзон занял второе место. The Manchester Guardian тогда написала, что «молодым на этот раз не досталось мест на пьедестале».
28 апреля, когда до окончания турнира оставалось несколько игр, был проведён торжественный обед. Берд занял кресло председателя, развлекал публику и вручил Поллоку приз за блестящую игру против Ли.

## Результат
- 1. И. Гунсберг — 16½ очков из 17;
- 2. Дж. Мэзон — 15½ очков;
- 3. Г. Бёрд — 13 очков.